# European Imaging and Sound Association
European Imaging and Sound Association (EISA) er en interesseorganisation, startet i 1982, for tidsskrifter som beskæftiger sig med foto, video, audio, hjemmebiografer, mobiltelefoner, automobilelektronik etc.
Der er i dag, 2007, tilslutning fra 47 tidsskrifter i 18 europæiske lande inklusive Tyrkiet.
Organisationen er international kendt for sin årlige tildeling af European EISA Award for bedste produkter i interesseområdet.